# 羽叶鬼针草
羽叶鬼针草（学名：Bidens maximowicziana）为菊科鬼针草属的植物。分布在朝鲜、俄罗斯、日本以及中国大陆的辽宁、黑龙江、吉林、内蒙古等地，生长于海拔200米至1,000米的地区，多生在路旁以及河边湿地，目前尚未由人工引种栽培。